# 瀬戸駅

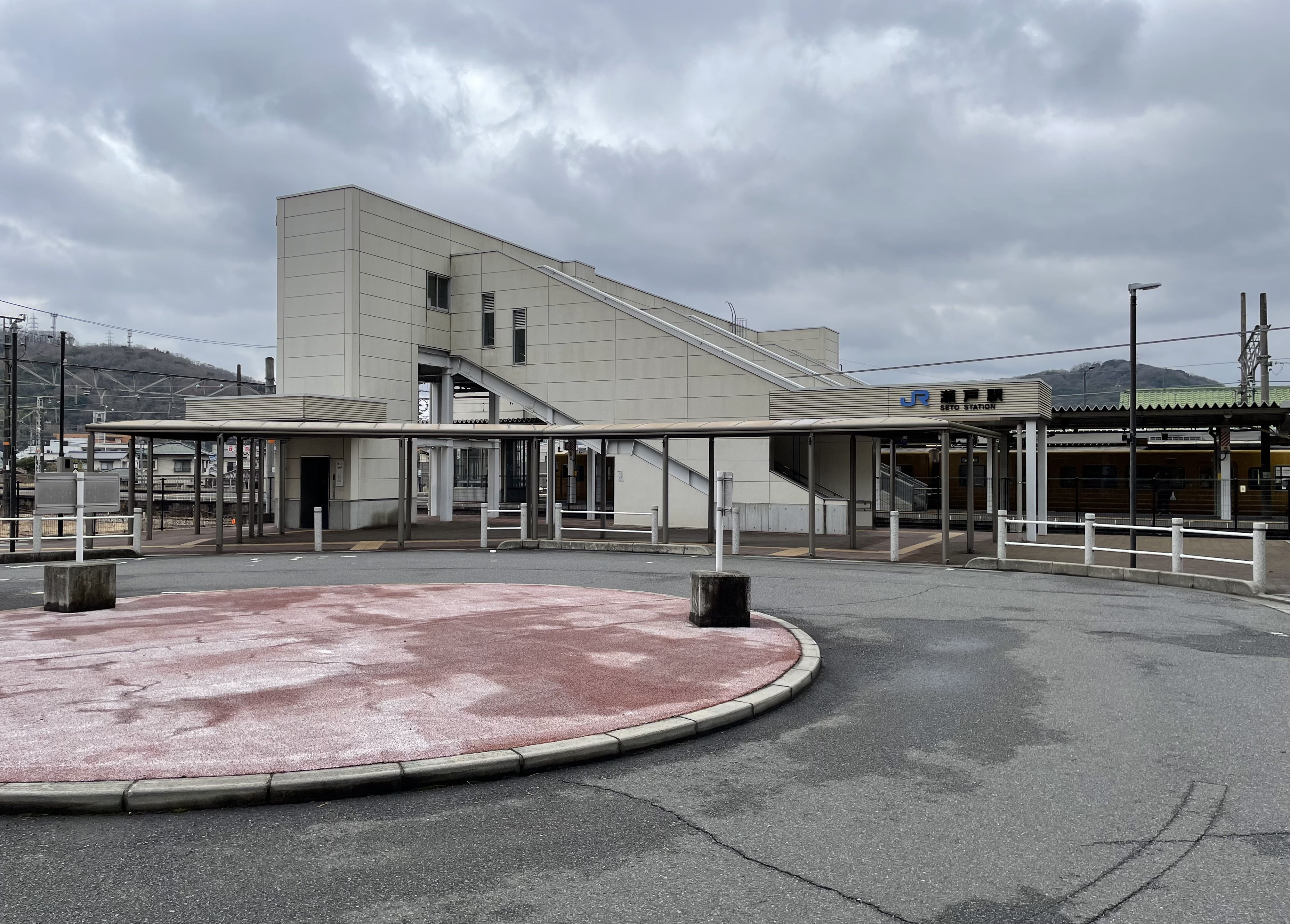
南口（2025年2月）

瀬戸駅（せとえき）は、岡山県岡山市東区瀬戸町瀬戸にある、西日本旅客鉄道（JR西日本）山陽本線の駅である。駅番号はJR-S06。

## 歴史
- 1891年（明治24年）3月18日：山陽鉄道三石駅 - 岡山駅間開通時に開設[1]。旅客・貨物取扱開始[1]。
- 1906年（明治39年）12月1日：山陽鉄道国有化[1]、官営鉄道の駅となる。
- 1909年（明治42年）10月12日：線路名称制定、山陽本線所属となる。
- 1971年（昭和46年）8月15日：貨物取扱廃止[1]。
- 1985年（昭和60年）2月1日：荷物扱い廃止[1][1]。
- 1987年（昭和62年）4月1日：国鉄分割民営化に伴い、JR西日本の駅となる[1]。
- 2007年（平成19年）
  - 6月7日：ICOCA対応自動改札機導入。
  - 9月1日：ICカード「ICOCA」が利用可能となる。
- 2011年（平成23年）3月17日：南口改札口及びエレベーター使用開始。これに伴い新跨線橋も使用開始、従来の跨線橋は使用停止となる[3]。
- 2016年（平成28年）4月21日：発車標使用開始。上道駅以東の岡山エリアでは、上道と当駅のみLED式発車標が設置されている。
- 2018年（平成30年）7月6日 - 8日：豪雨災害に伴い営業休止。9日に当駅 - 岡山間で、10日に上郡駅 - 当駅間で運行再開。
- 2019年（平成31年・令和元年）
  - 2月5日：みどりの窓口営業終了[4][2]。
  - 2月6日：みどりの券売機プラスの利用を開始[4][2]。
  - 5月31日：窓口および有人改札を閉鎖。
- 2020年（令和2年）9月：駅ナンバリング導入、使用開始[5][6]。

## 駅構造
単式ホーム1面1線と島式ホーム1面2線、計2面3線を有する地上駅。長らく管理駅であったが、現在は東岡山駅の被管理駅となっている。ICOCA利用可能駅（相互利用可能ICカードはICOCAの項を参照）。上道駅以東の岡山エリアのICOCA導入駅では唯一、開閉式自動改札機を備える。
駅舎は単式姫路方面行ホーム（1番のりば）側にあり、島式岡山方面行ホーム（2・3番のりば）へは跨線橋で連絡している。跨線橋は1代目が1912年に設置され、1960年に支柱に古レール、手すりが木製の2代目となった。2011年3月に南口改札を結ぶ、新たな跨線橋・エレベータを設置し、旧跨線橋は撤去された。
みどりの窓口廃止に伴うみどりの券売機プラス導入後も暫くは改札・案内の係員が常駐して直営駅としての営業を継続していたが、2019年6月1日以降は有人駅扱いながら窓口は閉鎖され、駅係員は事務室に常駐しインターホンで呼び出さないと表に出て来ないようになっている。

### のりば
| のりば | 路線     | 方向 | 行先           |
| ------ | -------- | ---- | -------------- |
| 1      | 山陽本線 | 上り | 和気・姫路方面 |
| 2・3   | 山陽本線 | 下り | 岡山・福山方面 |

付記事項
- 1番のりばが上り本線、2番のりばは中線、3番のりばが下り本線である。
- 当駅を発着する列車は1・3番のりばを主に使用する。なお、2番のりばは岡山駅 - 当駅間の区間列車折返しと下り列車が特急通過待ちを行う。

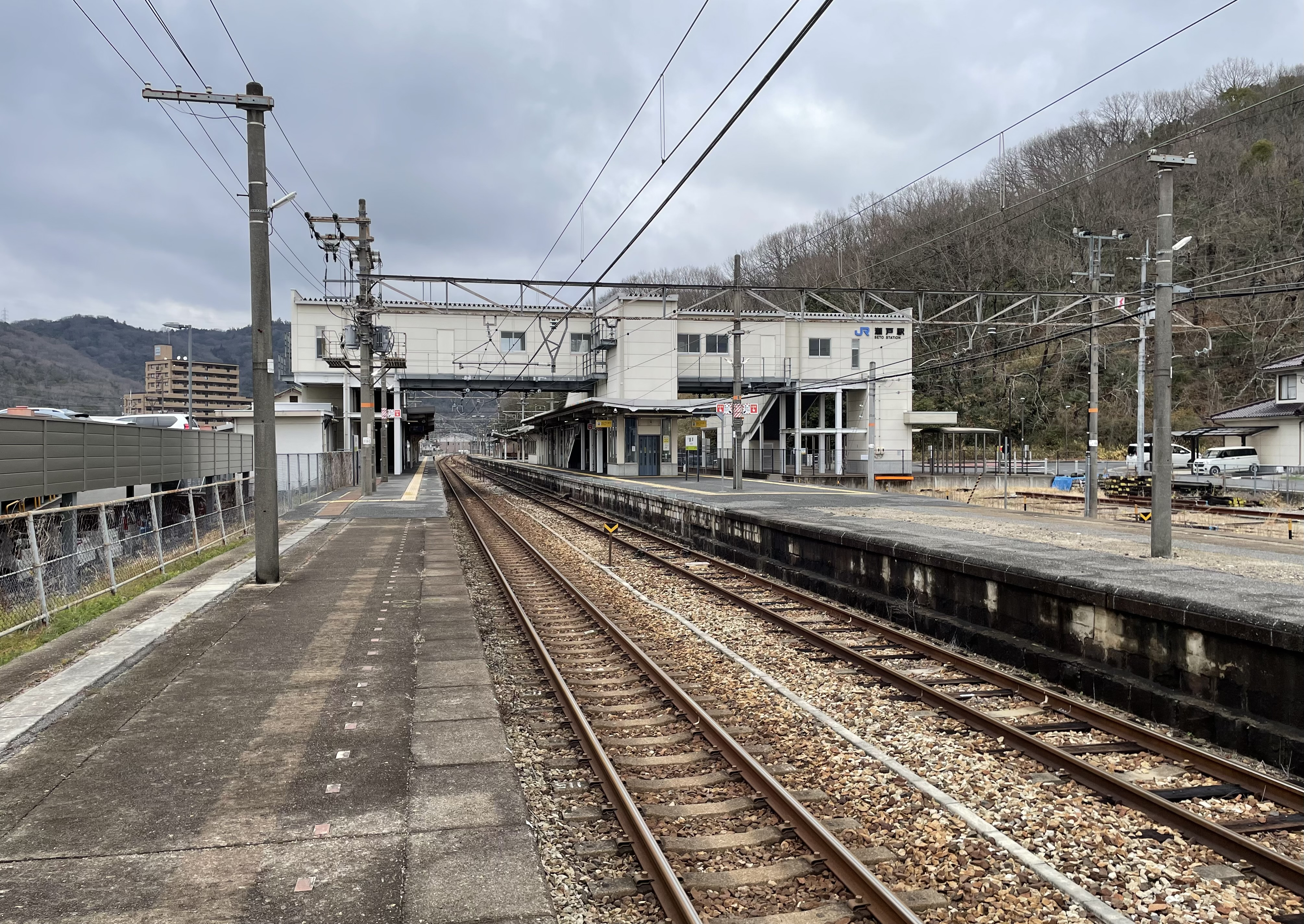
ホーム（2025年2月）

## 利用状況
近年の1日平均乗車人員の推移は以下の通り。周辺に高校が2校あり、瀬戸地区自体が岡山市を含む周辺の市のベッドタウンでもあるので朝夕の乗降客が多く、当駅で折返す列車もある。
| 年度   | 1日平均 乗車人員 | 出典   |
| ------ | ---------------- | ------ |
| 1997年 | 3,039            | [ 9 ]  |
| 1998年 | 2,979            | [ 10 ] |
| 1999年 | 2,960            | [ 11 ] |
| 2000年 | 2,936            | [ 12 ] |
| 2001年 | 2,875            | [ 13 ] |
| 2002年 | 2,866            | [ 14 ] |
| 2003年 | 2,846            | [ 15 ] |
| 2004年 | 2,722            | [ 16 ] |
| 2005年 | 2,665            | [ 17 ] |
| 2006年 | 2,600            | [ 18 ] |
| 2007年 | 2,542            | [ 19 ] |
| 2008年 | 2,532            | [ 20 ] |
| 2009年 | 2,457            | [ 21 ] |
| 2010年 | 2,465            | [ 22 ] |
| 2011年 | 2,451            | [ 23 ] |
| 2012年 | 2,463            | [ 24 ] |
| 2013年 | 2,571            | [ 25 ] |
| 2014年 | 2,502            | [ 26 ] |
| 2015年 | 2,655            | [ 27 ] |
| 2016年 | 2,660            | [ 28 ] |
| 2017年 | 2,668            | [ 29 ] |
| 2018年 | 2,732            | [ 30 ] |
| 2019年 | 2,680            | [ 31 ] |
| 2020年 | 2,308            | [ 32 ] |
| 2021年 | 2,256            | [ 33 ] |

## 駅周辺
当駅は瀬戸地域の中心駅である。
- 岡山市東区役所瀬戸支所（旧瀬戸町役場）
- 晴れの国岡山農業協同組合瀬戸支店
- 備前瀬戸郵便局
- 岡山県赤磐警察署
- 中国銀行瀬戸支店
- トマト銀行瀬戸支店
- おかやま信用金庫 瀬戸支店
- 岡山県立瀬戸高等学校
- 岡山市立瀬戸中学校
- 岡山県道37号西大寺山陽線
- 岡山県道・兵庫県道96号岡山赤穂線
- 岡山県道178号瀬戸停車場線
- ハローズ瀬戸店
- 長島病院

### バス路線
バスのりばは駅前にある。宇野バスの下市、岡山駅方面の路線が発着する。
- 宇野バス
  - 256：ネオポリス東6丁目（野間）
  - 259：ネオポリス西9丁目（桜が丘運動公園口）
  - 254・256・259：岡山駅
- 赤磐市広域路線バス（赤磐・瀬戸線）
  - 周匝上 ※休日運休

## その他
- 1901年ごろ、西大寺 - 瀬戸間に鉄道を敷設し、山陽鉄道の瀬戸駅と連絡させ、町苅田、佐伯を経て延伸した上で柵原鉱山で産出される硫化鉄鉱を西大寺港まで輸送する目的で瀬戸軽便鉄道（株）が設立されたが、第一次世界大戦の影響で頓挫し、1919年に会社解散となった。同年片上軽便鉄道が設立、和気、片上港にルートを変更して同様の目的を持った片上鉄道が建設された[34]。

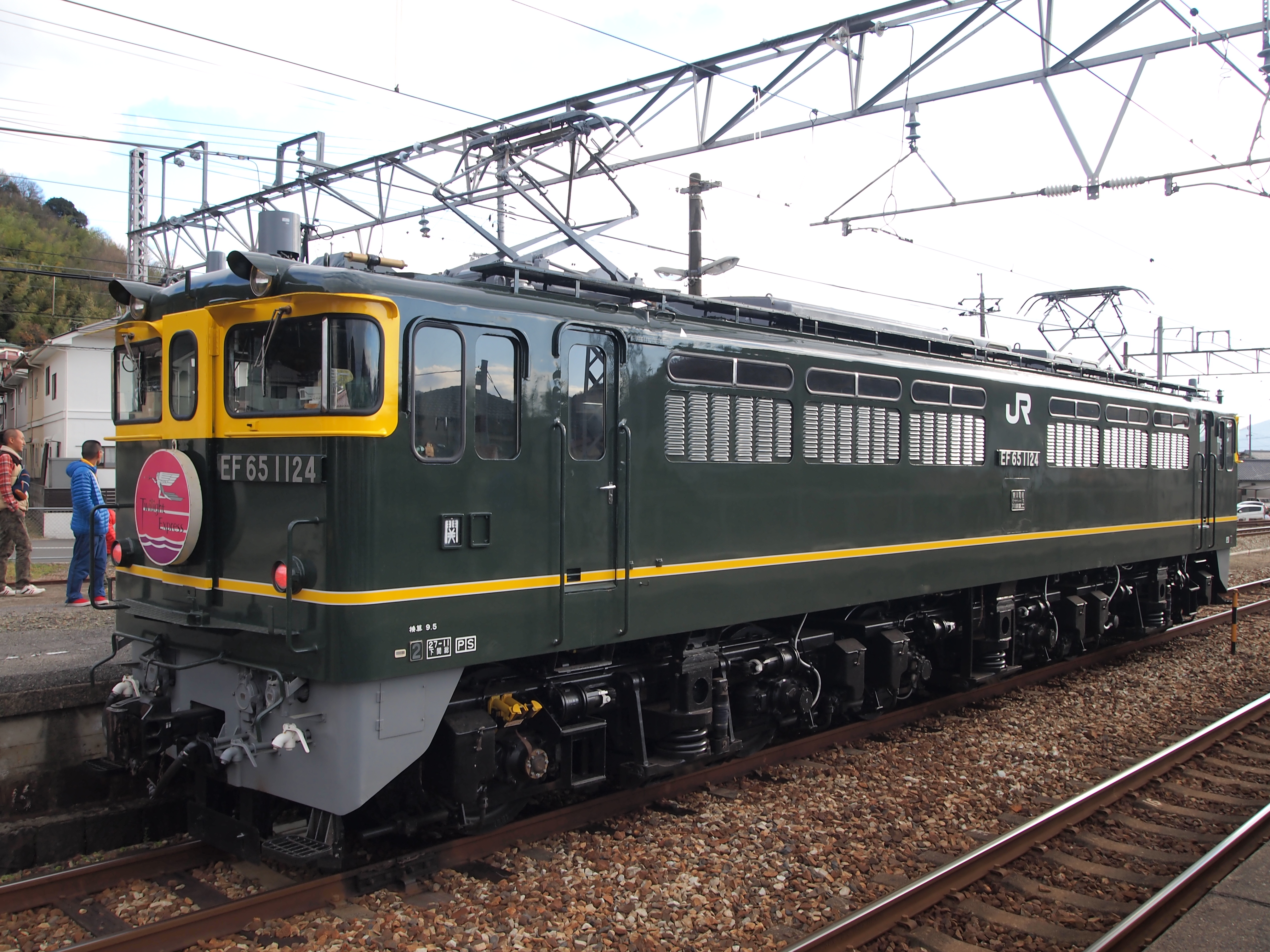
瀬戸駅に停車中のEF65形トワイライトエクスプレス色（2015年12月）

- 当駅は2015年（平成27年）5月から運行していた団体列車『特別な「トワイライトエクスプレス」』の牽引機関車[注釈 1]付替え駅として使用されたことがある（※山陰ルート往路（米子・出雲市方面行）のみ）[注釈 2][35]。

## 隣の駅
西日本旅客鉄道（JR西日本）
 山陽本線
万富駅 (JR-S07) - 瀬戸駅 (JR-S06) - 上道駅 (JR-S05)